# Чабаново (Винницкая область)
Чабаново (укр. Чабанове) — посёлок, входит в Студенянской сельской общине Винницкой области Украины.
Население по переписи 2001 года составляло 175 человек. Почтовый индекс — 24716. Телефонный код — 4349. Занимает площадь 0,391 км². Код КОАТУУ — 523283005.

## Галерея

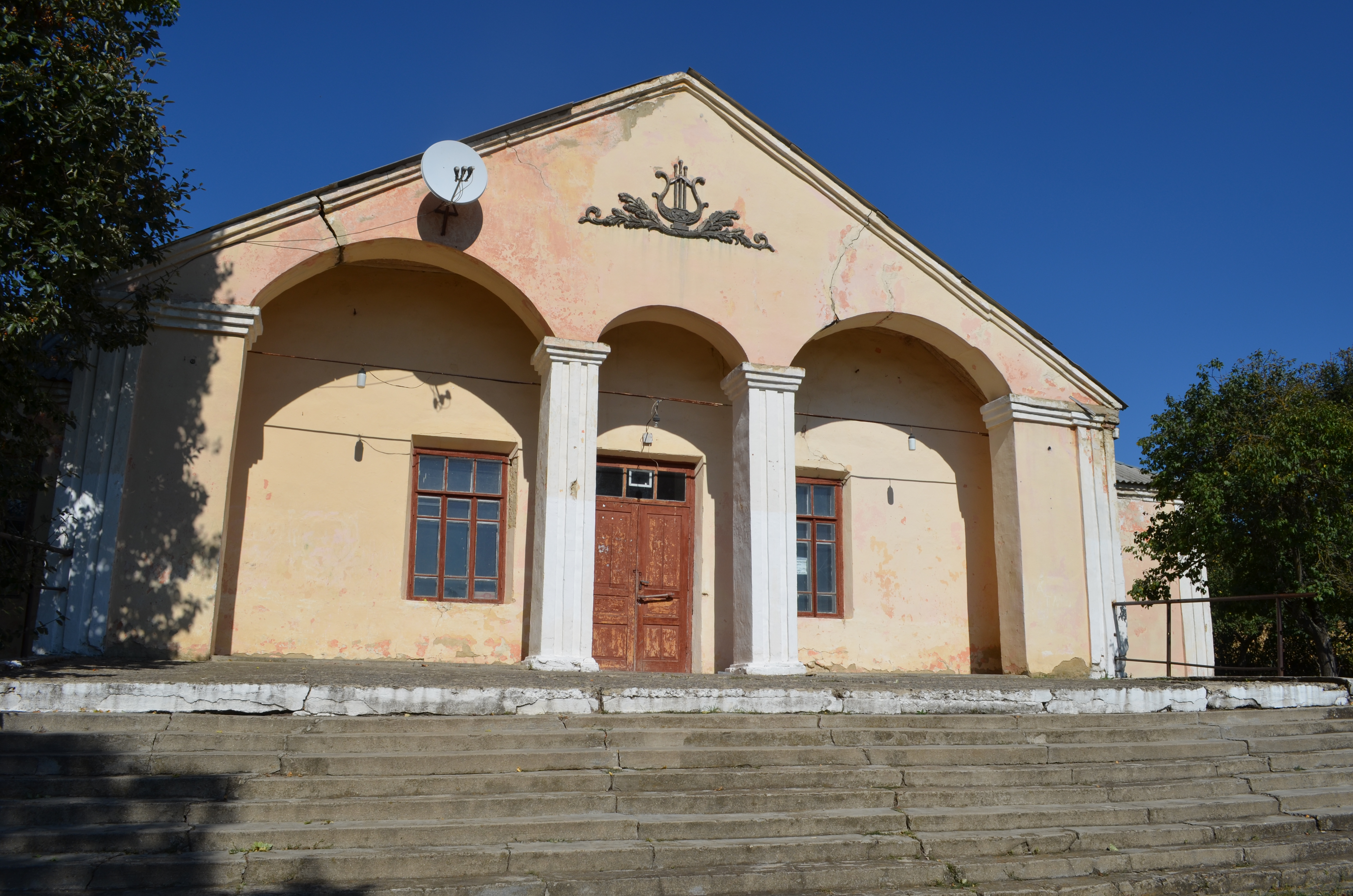
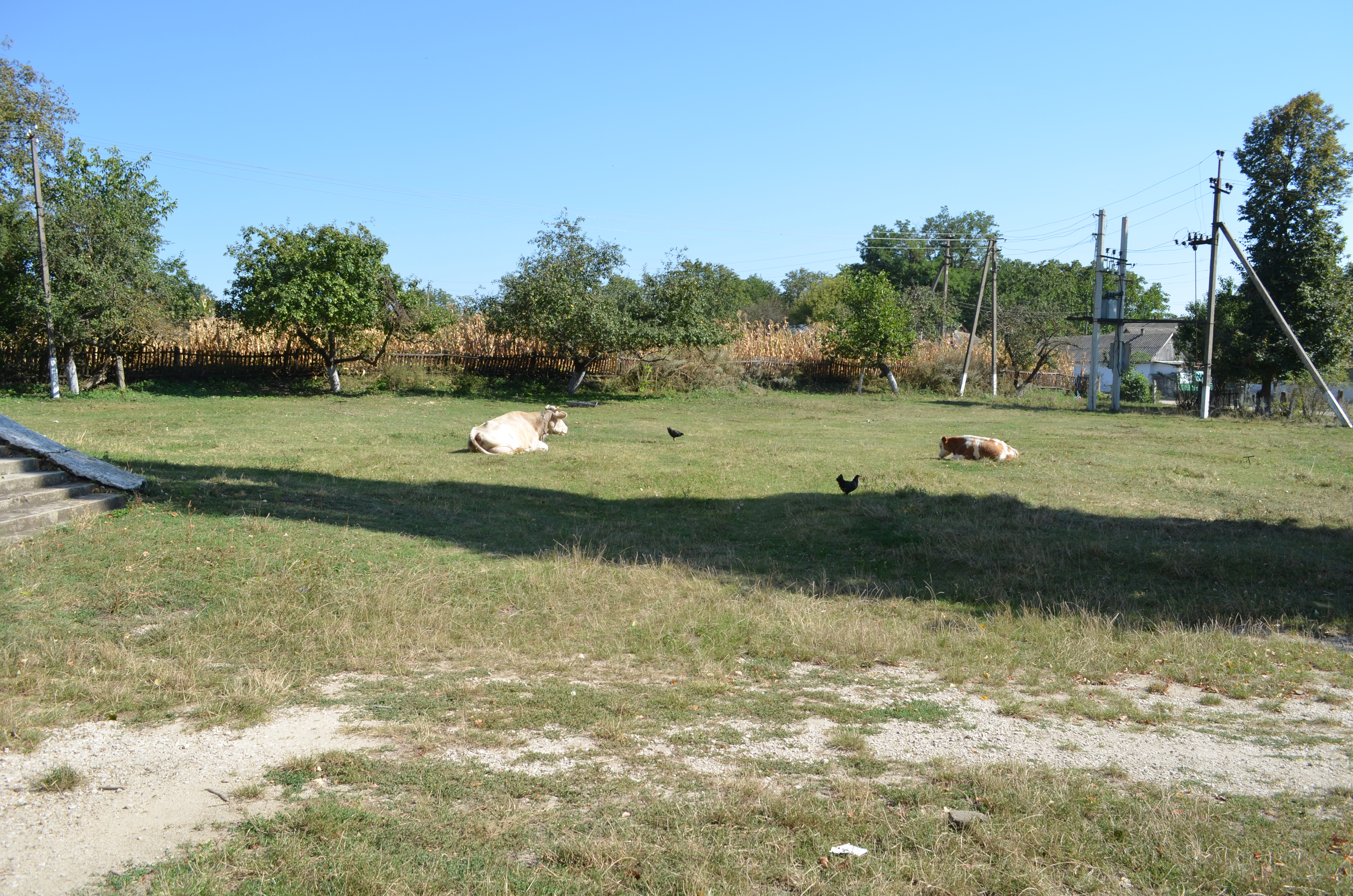
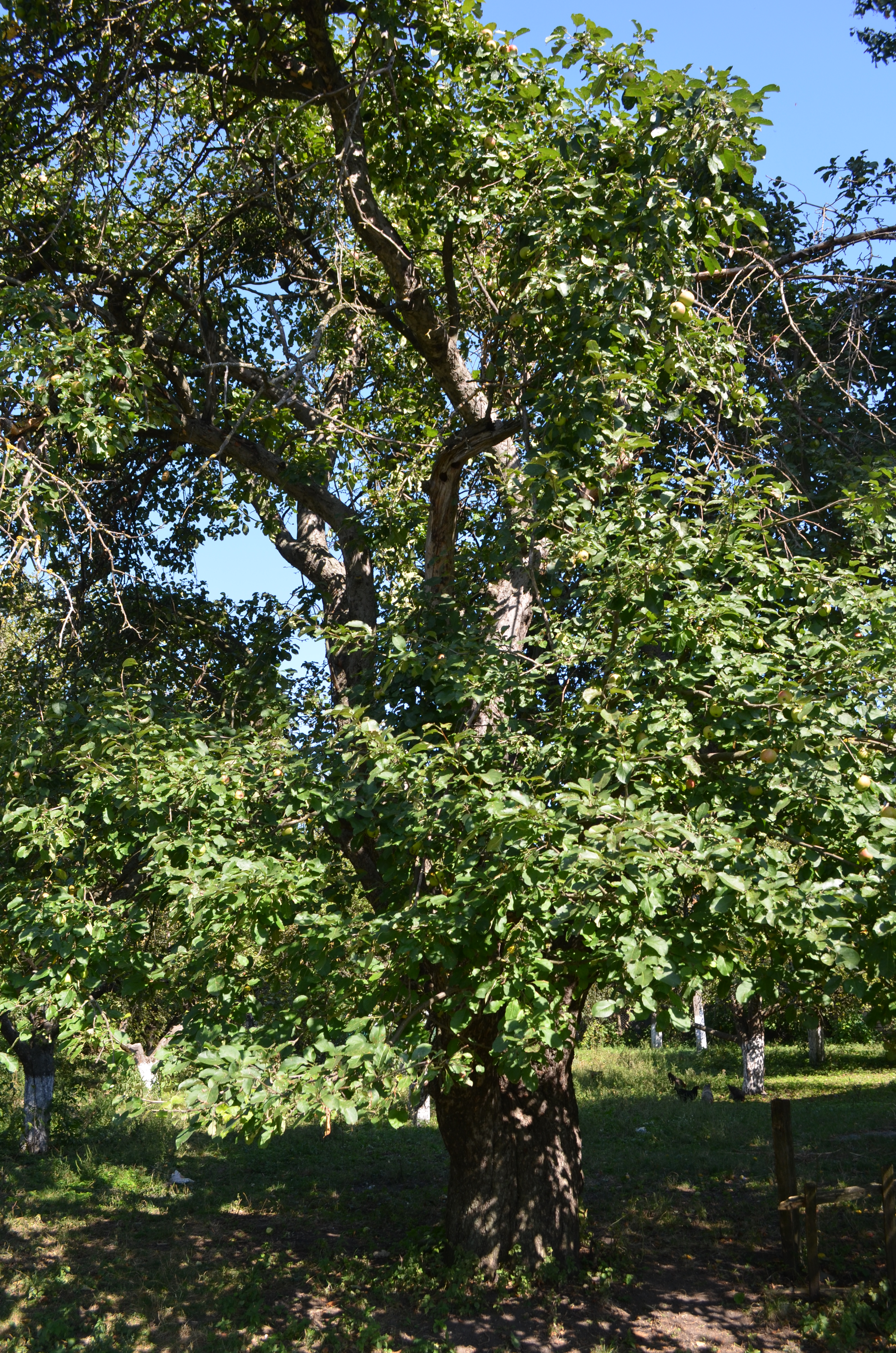
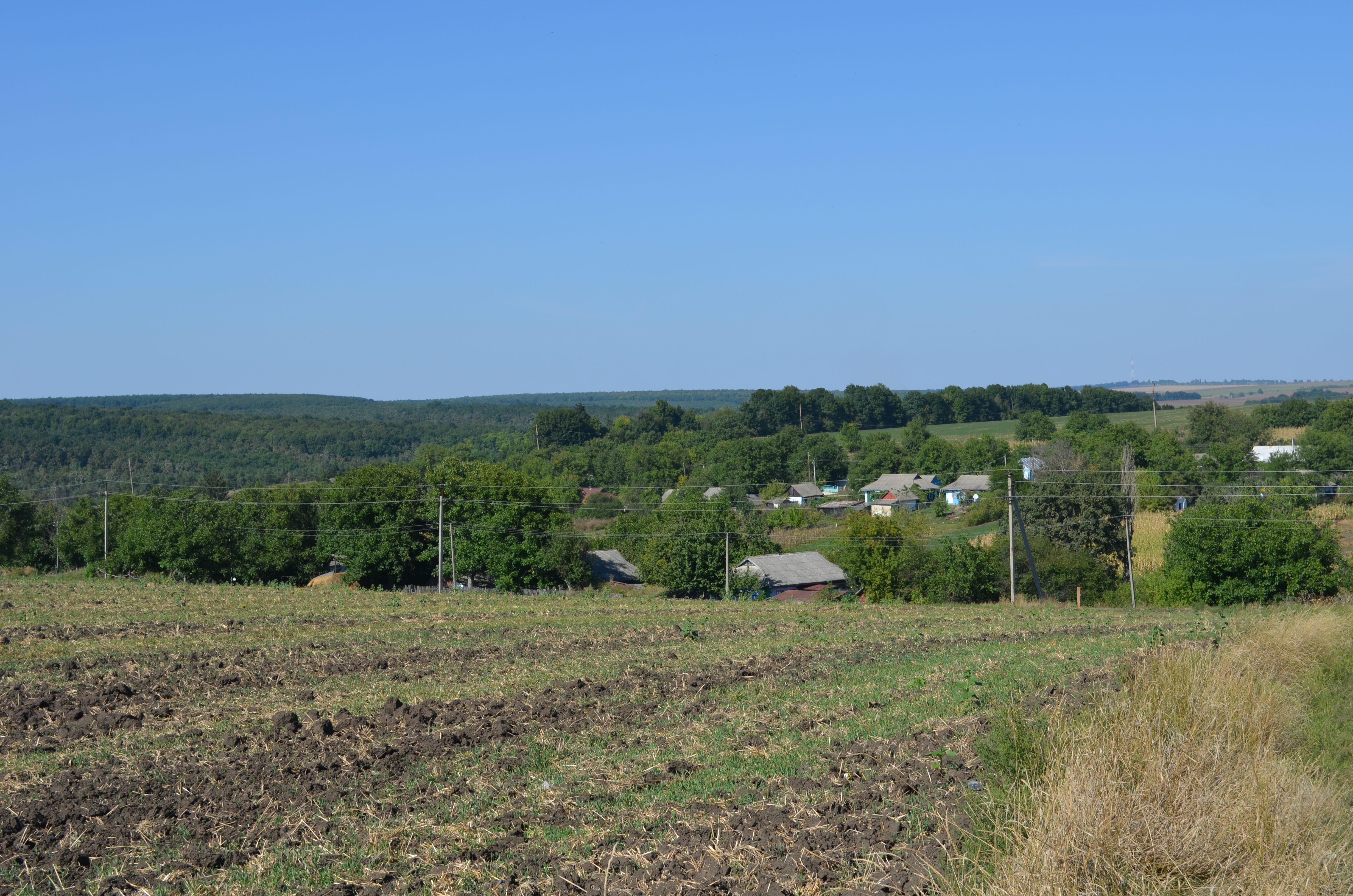